# Pac-Man Championship Edition DX
Pac-Man Championship Edition DX — компьютерная игра в жанре аркада, разработанная в 2010 году компанией Mine Loader Software, выпущенная вначале компанией Blue Flame Labs, а потом Namco Bandai Games для платформ PlayStation 3 и Xbox 360, позже портирована в 2011 году на платформу Windows Phone, в 2013 году — на PC, в 2015 году — на iOS и Android. Игра является продолжением игры 2007 года Pac-Man Championship Edition, которая была последней игрой, разработанной создателем серии Тору Иватани. Игрок управляет персонажем Пакманом, который должен съесть все точки в лабиринте, избегая при этом цветных призраков, которые преследуют его. Бонусный предмет появится, как только игрок съест все точки на одной стороне лабиринта, из-за чего игровой слой изменится. По сравнению с оригиналом, было добавлено несколько нововведений: например, бомбы, которые отправляют всех призраков в коробку регенерации, и спящие призраки, которые будут преследовать персонажа, когда тот пройдет мимо них.
Команда разработчиков хотела, чтобы игра была сосредоточена на чувстве опасности от побега от призраков, была обращена к более казуальной аудитории. В ранних прототипах игры были эксперименты с увеличением количества усиливающих точек и призраков, что привело к добавлению механики спящих призраков и «поезда-призрака». Неоновый художественный стиль был вдохновлен флуоресцентными лампами, которые использовались в ранних портативных играх на ЖК-дисплеях, и был призван помочь выделить Pac-Man Championship Edition DX среди других игр серии. Это была первая игра, выпущенная под лейблом Namco Generations, который использовался для ремейков старых видеоигр Namco Bandai Games.
После выпуска Pac-Man Championship Edition DX была встречена критиками с воодушевлением, многие назвали её одной из лучших игр Pac-Man из когда-либо созданных, и одним из величайших ремейков видеоигр всех времен. Критики приветствовали захватывающую природу игры, ценность повторного прохождения, интенсивный игровой процесс и электронный саундтрек, а также то, что она была значительно улучшена по сравнению с оригиналом. Некоторые издания дали игре высшие баллы. Обновление 2013 года переименовало игру в Pac-Man Championship Edition DX+, добавило несколько новых лабиринтов и игровых режимов, включало скин, основанный на оригинальной аркадной игре Pac-Man. Непрямое продолжение Pac-Man Championship Edition 2, было выпущено в 2016 году.

## Геймплей
Геймплей Pac-Man Championship Edition DX основывается на игре Pac-Man Championship Edition. Игрок управляет Пакманом, пока тот путешествует по лабиринту, собирая точки и избегая призраков, которых можно съесть, собрав усиливающие точки. Сбор всех точек на одной стороне лабиринта заставляет появиться бонусный предмет (фрукт) на другой стороне, что добавляет новый слой точек на этой стороне и так далее. Скорость игры увеличивается по мере того, как игрок набирает больше очков, и падает, когда персонаж теряет жизнь. Pac-Man Championship Edition DX представляет новый тип призраков, которые неподвижно спят на своём месте в лабиринте, но, когда Пакман пройдет мимо него, призрак начнет следовать за персонажем. Пройдя мимо нескольких спящих призраков, они образуют большой радужный след, который игроки называют «Призрачным поездом», который может предложить огромные бонусные очки, как только Пакман сможет съесть усиливающую точку и поглотить призраков. У некоторых призраков также могут быть дополнительные усиливающие точки, которые могут продлить усиленное состояние, если их съесть вовремя. Приближаясь достаточно близко к обычным призракам, они окрашиваются в радужный цвет, и их также можно добавить в радужный след. Эффект замедленной съёмки автоматически включается всякий раз, когда призрак подходит слишком близко к Пакману, что даёт игрокам шанс сделать последнюю попытку избежать поимки и потери жизни персонажа. Игроки также могут использовать ограниченный запас бомб, которые возвращают всех призраков в центр лабиринта, хотя это снижает множитель точек и скорость игры.
Игровой процесс основан на трёх основных режимах: Score Attack, в котором игроки пытаются набрать наибольшее количество очков в течение пяти или десяти минут; Time Attack, состоящий из нескольких коротких испытаний и одного длинного, в котором игроки должны получить определенное количество фруктов как можно быстрее; и Ghost Combo, в котором игроки должны попытаться держать персонажа заряженными и съесть как можно больше призраков. В игре девять уровней, включая оригинальный лабиринт из Pac-Man Championship Edition, в котором спящие призраки отсутствуют. Игроки получают рейтинг для каждого игрового режима на уровне, который основан на их положении в общих таблицах лидеров. В игре есть различные визуальные стили, в том числе некоторые в стиле Pac-Mania, которые можно смешивать и сочетать. Игроки также могут получить доступ к постоянно обновляемой функции NG News, которая включает в себя такие статьи, как интервью с разработчиками, а также просматривать видеоповторы лучших игроков режима Score Attack через таблицу лидеров. Этот контент доступен по отдельности или в составе пакета «All You Can Eat Add-on Pack» по сниженной цене.

## Выпуск
25 сентября 2013 года игра получила бесплатное обновление, которое переименовало её в Pac-Man Championship Edition DX+. Обновление обеспечило улучшенную функциональность таблицы лидеров, возможность бросать вызов друзьям, поддержку медалей и новый скин на основе классического Pac-Man, который можно разблокировать, получив все достижения и медали.
В дополнение к этому был также выпущен платный загружаемый контент, включая четыре новых курса (Big Eater, Championship III, Highway II, и Mountain), три новых скина (основанных на Dig Dug, Rally-X и Pac-Man and the Ghostly Adventures), а также два новых трека фоновой музыки (Pac-Steps и Re-Entrance). Кроме того, игроки могут разблокировать классический скин с визуальными эффектами и звуками, основанными на оригинальном Pac-Man, собрав все медали, доступные в игре.

## Оценки, награды и продажи
| Сводный рейтинг    | Сводный рейтинг                                 |
| Агрегатор          | Оценка                                          |
| ------------------ | ----------------------------------------------- |
| GameRankings       | X360: 90,88 % PS3: 91,06 %                      |
| Metacritic         | X360: 93/100 PS3: 91/100 PC: 86/100 iOS: 91/100 |
| Иноязычные издания |                                                 |
| Издание            | Оценка                                          |
| 1UP.com            | A (CE) A (DX)                                   |
| Eurogamer          | 10/10                                           |
| Game Informer      | 9/10                                            |
| GameSpot           | 9.0/10                                          |
| IGN                | 10/10                                           |
| TeamXbox           | 9.8/10 (DX)                                     |
| TouchArcade        | [ 13 ]                                          |
| Награды            |                                                 |
| Издание            | Награда                                         |
| IGN                | Best Retro Design of 2010                       |

Игра получила всеобщее признание. На сайте-агрегаторе Metacritic средняя оценка игры составляет 93 из 100 на основе 43 обзоров для платформы Xbox 360, 91 из 100 на основе 25 обзоров для платформы PS3 и 91 из 100 на основе 5 обзоров для платформы iOS.
IGN поставил игре высшую оценку 10/10 и награду «Выбор редакции», назвав её «мастер-классом в игровом дизайне» .
GameSpot поставил игре оценку 9.0/10, высоко оценив новые элементы, которые делают Championship Edition «более захватывающей и затягивающей, чем когда-либо».
1UP.com поставил игре оценку A, назвав её «безумно захватывающей».
Eurogamer поставил игре оценку 10/10, назвав её «игрой, которую вы захотите немедленно проповедовать любому, кто имеет хотя бы смутное представление о том, что делает игру хорошей».
Destructoid поставил игре оценку 9/10, назвав её «одной из лучших и чистейших аркадных игр этого года и, безусловно, обязательной к покупке».
Giant Bomb поставил игре оценку 5/5, заявив, что игрок испытывает «сенсорную перегрузку высочайшего порядка, такую игру, которая оставляет ваши глазные яблоки сухими, ваши нервы напряженными и каждая частичка Вас желает большего».
Good Game поставил оценку 9,5 из 10.
Игра получила награды «IGN» «Лучшее за 2010 год» в номинациях «Самая захватывающая игра», «Лучший ретро-дизайн» и «Лучшее быстрое решение».
В 2015 году Hardcore Gaming включила игру в список 200 лучших видеоигр всех времен.
На 14-й ежегодной церемонии вручения наград за достижения в области интерактивности Академия интерактивных искусств и наук номинировала Pac-Man Championship Edition DX на «Премию D.I.C.E. за выдающиеся достижения в области независимой игры» в номинации «Казуальная игры года».
Версия Xbox Live Arcade была продана тиражом 235 130 единиц на Xbox 360 на 2011 год. Летом 2018 года, благодаря уязвимости в защите Steam Web API, стало известно, что точное количество пользователей сервиса Steam, которые играли в Pac-Man Championship Edition DX+ хотя бы один раз, составляет 1 102 937 человек.